# Nicanim
Nicanim (hebrejsky נִצָּנִים‎, doslova „Poupata“, v oficiálním přepisu do angličtiny Nizzanim, přepisováno též Nitzanim) je vesnice typu kibuc v Izraeli, v Jižním distriktu, v Oblastní radě Chof Aškelon.

## Geografie
Leží v nadmořské výšce 39 metrů v pobřežní nížině, v regionu Šefela. Nachází se na rozmezí pásu intenzivně zemědělsky využívané krajiny a pruhu písečných dun lemujících pobřeží (Park ha-Cholot). Podél jižní strany obce protéká vádí Nachal Evta.
Obec se nachází 4 kilometry od břehu Středozemního moře, cca 42 kilometrů jihojihozápadně od centra Tel Avivu, cca 58 kilometrů jihozápadně od historického jádra Jeruzalému a 8 kilometrů severovýchodně od města Aškelon. Nicanim obývají Židé, přičemž osídlení v tomto regionu je etnicky převážně židovské.
Nicanim je na dopravní síť napojen pomocí dálnice číslo 4, jež vede podél západního okraje kibucu. S ní paralelně probíhá i železniční trať z Tel Avivu do Aškelonu. Ta zde ale nemá stanici. K jihovýchodu u vesnice odbočuje z dálnice lokální silnice číslo 232.

## Dějiny
Nicanim byl založen v roce 1943. Zakladateli kibucu byli Židé z východní Evropy napojení na mládežnické hnutí ha-No'ar ha-cijoni. Zpočátku byla osada zřízena blíže k mořskému pobřeží. Během války za nezávislost v roce 1948 byl kibuc místem těžkých bojů. Egyptská invazní armáda se tudy pokoušela o průnik do pobřežní nížiny směrem k Tel Avivu. Vesnice byla dočasně dobyta Egypťany a zdejší osadníci se museli stáhnout, nakonec ovšem oblast ovládla izraelská armáda. Po válce pak byl kibuc zřízen v nynější lokalitě. Jeho populaci postupně doplnili i Židé z Argentiny a dalších zemí Latinské Ameriky.
Koncem 40. let měl kibuc rozlohu katastrálního území 1 600 dunamů (1,6 kilometrů čtverečních). Kibuc prošel privatizací a zbavil se kolektivistických prvků ve svém hospodaření. Kromě zemědělské výroby (zejména produkce mléka, polní plodiny a pěstování citrusů) zde funguje i průmyslová firma Paltechnica na výrobu kancelářského nábytku. Velká část obyvatel za prací dojíždí mimo obec. Ve vesnici funguje společná jídelna, společenský klub a plavecký bazén.
V roce 1990 během svátku šavu'ot se na pláži poblíž Nicanim odehrála přestřelka mezi izraelským námořnictvem a skupinou 16 palestinských ozbrojenců, kteří ve dvou člunech mířili k pobřeží Izraele. Poté, co byl jejich pohyb zaznamenán, došlo na pláži k přestřelce, při které byli čtyři z ozbrojenců zabiti a zbylí zajati.

## Demografie
Podle údajů z roku 2014 tvořili naprostou většinu obyvatel v Nicanim Židé (včetně statistické kategorie "ostatní", která zahrnuje nearabské obyvatele židovského původu ale bez formální příslušnosti k židovskému náboženství).
Jde o menší obec vesnického typu s dlouhodobě stagnující populací. K 31. prosinci 2014 zde žilo 381 lidí. Během roku 2014 populace klesla o 2,6 %.
| Rok            | 1948 | 1961 | 1972 | 1983 | 1995 | 2001 | 2003 | 2004 | 2005 | 2006 | 2007 | 2008 | 2009 | 2010 | 2011 | 2012 | 2013 | 2014 |
| -------------- | ---- | ---- | ---- | ---- | ---- | ---- | ---- | ---- | ---- | ---- | ---- | ---- | ---- | ---- | ---- | ---- | ---- | ---- |
| Počet obyvatel | 111  | 181  | 249  | 363  | 386  | 359  | 375  | 360  | 354  | 343  | 353  | 360  | 404  | 414  | 410  | 402  | 391  | 381  |